# Merrill De Maris
Pour les articles homonymes, voir Maris.
Merrill De Maris, né le 26 février 1898 dans le New Jersey et mort le 31 décembre 1948 à Escondido en Californie, est un scénariste qui travailla pour les studios Disney sur les gags quotidiens publiés par King Features Syndicate.

## Biographie
Merrill de Maris commence à travailler pour Disney le 28 novembre 1932 après plusieurs expériences dans le journalisme. Il travaille sur le scénario de nombreux gags quotidiens (comic strips) de Mickey Mouse dessiné par Floyd Gottfredson en alternant avec Ted Osborne dans les premières année. 
De Maris participa aussi à l'adaptation de Blanche-Neige et les Sept Nains (1937) des studios Disney. Il retourne par la suite travailler sur la série Mickey Mouse de Gottfredson et scénarise également des histoires des comics strips des Silly Symphonies. En 1942, il écrit un scénario d'une histoire de Donald Duck intitulée Bingo Jingo ! (Too Many Pets). Le surmenage va le rendre incapable de finir son travail qui sera achevé par le dessinateur Carl Barks.
En 1942, il quitte la bande dessinée et l'animation et achète une pépinière. Pour expliquer ce changement professionnel, « un problème cardiaque et un épuisement nerveux » sont évoqués. Il meurt en 1948 dans des circonstances restées obscures.